# Holzkeulen
Die Holzkeulen (Xylaria) sind eine Schlauchpilzgattung aus der Unterabteilung Pezizomycotina.

## Merkmale
Die Holzkeulenarten bilden aufrechte, derbe, keulige oder korallenartig verzweigte  und meist gestielte Stromata (Sammelfruchtkörper), d. h. fruchtkörperähnliche Bildungen des vegetativen Myzels, in diese sind die eigentlichen Fruchtkörper, dunkelwandige Perithecien eingesenkt. Die Stromata sind vor der Entwicklung der Fruchtkörper mit weißen Konidiensporen, unreife Fruchtkörper sind dadurch weiß überstäubt, reife Fruchtkörper sind schwarz gefärbt. Die Asci enthalten acht Sporen, die Ascosporen sind ellipsoid-spindelig bis bohnenförmig, schwarz und besitzen eine weiße Keimfurche.

## Ökologie
Die Holzkeulen sind Saprobionten, die meisten Arten bewohnen Holz, einige auch andere Pflanzenreste, Tierkot oder Erde.

## Arten (Auswahl)
Die Gattung enthält weltweit etwa 100 Arten, von denen die meisten in den Tropen vorkommen. Europäische Arten sind:
- Buchenfruchtschalen-Holzkeule (Xylaria carpophila)
- Finger-Holzkeule (Xylaria digita)
- Fädige Holzkeule (Xylaria filiformis)
- Kleinsporige Holzkeule (Xylaria guepini)
- Geweihförmige Holzkeule (Xylaria hypoxylon)
- Langstielige Ahornholzkeule (Xylaria longipes)
- Multiplex-Holzkeule (Xylaria multiplex)
- Weißdornfrucht-Holzkeule (Xylaria oxyacanthae)
- Vielgestaltige Holzkeule (Xylaria polymorpha)

## Bedeutung
Die Holzkeulen kommen als Speisepilze nicht in Frage, als Holzzersetzer sind sie nicht von wirtschaftlicher Bedeutung.